# 164e division d'infanterie (France)
Pour les articles homonymes, voir 164e division.
La 164e division d'infanterie est une division d'infanterie de l'armée de terre française qui a participé à la Première Guerre mondiale. Créée en novembre 1916, elle est dissoute en janvier 1919.

## Les chefs de la164edivision d'infanterie
- 11 novembre 1916 - 11 février 1919 : Général Gaucher[1]

## Composition
- Infanterie[2],[3]

133e régiment d'infanterie de septembre 1917 à janvier 1919
152e régiment d'infanterie de novembre 1916 à janvier 1919
213e régiment d'infanterie de novembre 1916 à septembre 1917 (dissolution)
334e régiment d'infanterie de novembre 1916 à octobre 1917

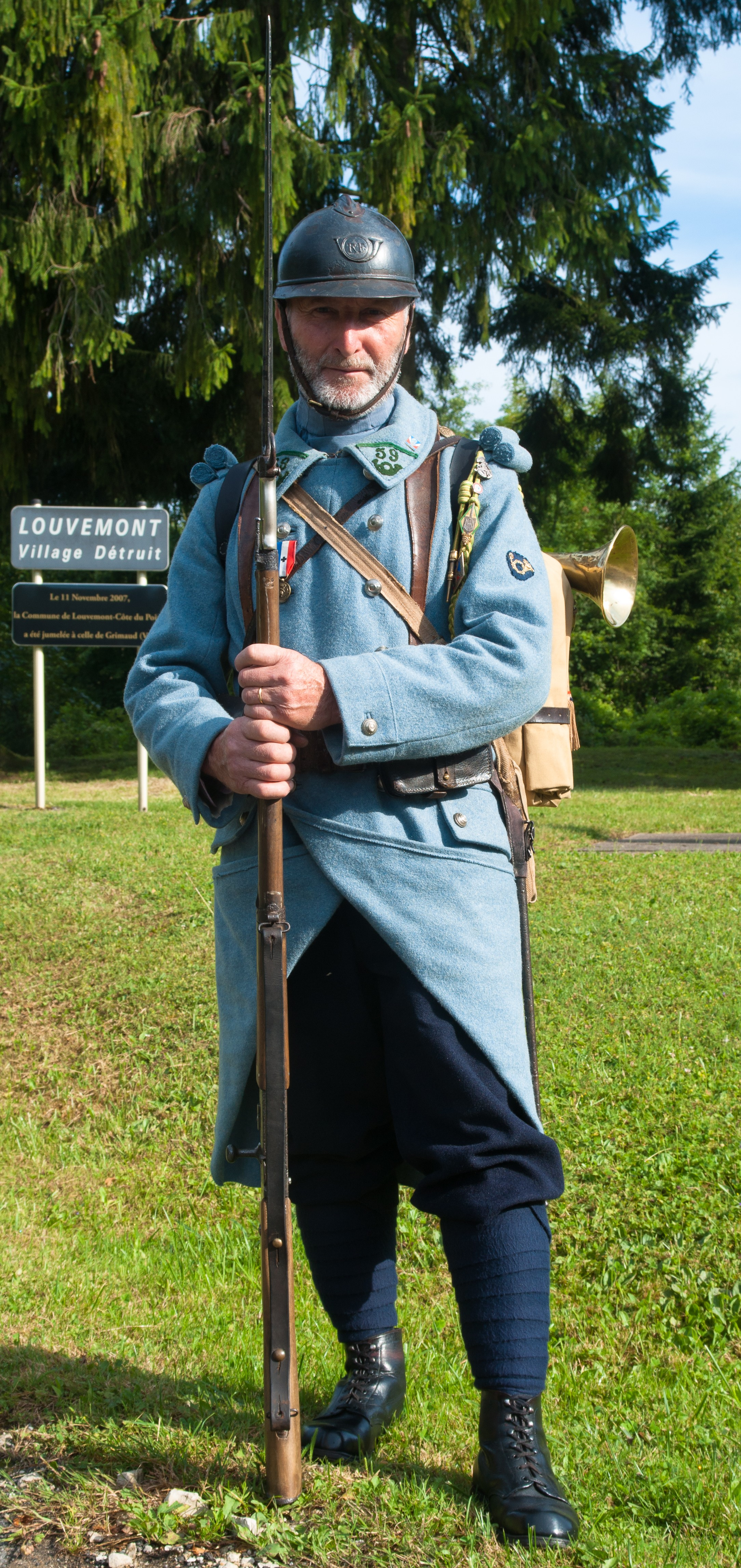
Reconstitution de l'uniforme d'un poilu du 59e bataillon de chasseurs à pied

41e bataillon de chasseurs à pied de novembre 1916 à janvier 1919
43e bataillon de chasseurs à pied de novembre 1916 à janvier 1919
59e bataillon de chasseurs à pied de novembre 1916 à janvier 1919
1 bataillon du 21e régiment d'infanterie territoriale à partir d'août 1918
- Cavalerie[2]

1 escadron du 14e régiment de chasseurs à cheval de novembre 1916 à juillet 1917
1 escadron du 11e régiment de chasseurs à cheval à partir de juillet 1917
- Artillerie[2]

1 groupe de canons de 75 du 24e régiment d'artillerie de campagne de novembre 1916 à juillet 1917
1 groupe de canons de 95 du 38e régiment d'artillerie de campagne de novembre 1916 à juillet 1917
1 groupe de canons de 90 du 32e régiment d'artillerie de campagne de novembre 1916 à juillet 1917
3 groupes de 75 du 232e régiment d'artillerie de campagne à partir de juillet 1917
111e batterie de mortiers 58 du 9e régiment d'artillerie de campagne de novembre 1916 à juillet 1917
161e batterie de 75-150 du 9e régiment d'artillerie de campagne de novembre 1916 à juillet 1917
101e batterie du 232e régiment d'artillerie de campagne à partir de juillet 1917
7e groupe de 155 C du 107e régiment d'artillerie lourde à partir de juin 1918

## Historique

### 1916
Constitution dans la région de Giromagny, entre le 13 et le 27 novembre 1916.
- 27 novembre 1916 – 13 mars 1917 : mouvement vers le front et occupation d'un secteur entre Carspach et Ammertzwiller[4].

### 1917

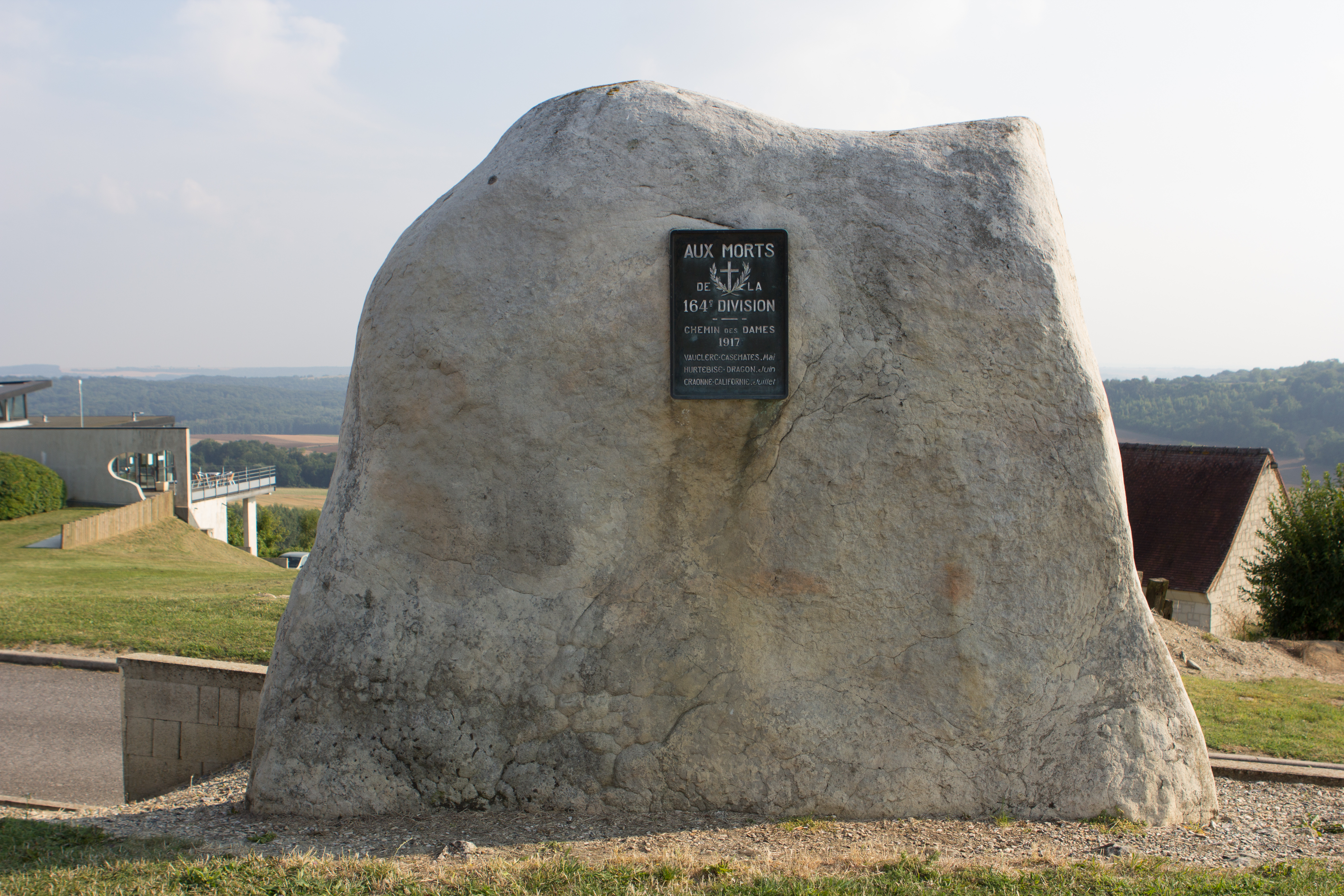
Hommage aux combats menés près de la ferme Hurtebise.

- 13 mars – 10 mai : retrait du front : mouvement vers Villersexel ; instruction au camp. À partir du 31 mars, transport par V.F. dans la région de Villers-Cotterêts ; repos et instruction. Puis mouvement vers Bézu-Saint-Germain ; repos[4].
- 10 – 30 mai : transport vers le front, et occupation d'un secteur vers le moulin de Vauclerc et la ferme d'Hurtebise[4].

22 mai : engagements violents.
- 30 mai – 15 juin : retrait du front et repos dans la région de Fismes[4].
- 15 juin – 4 juillet : occupation d'un secteur entre la ferme d'Hurtebise et le plateau des Casemates[4] :

16, 25 juin : engagements à la ferme d'Hurtebise. Prise de la caverne du Dragon le 25 juin.
25 juin : Après une préparation d'artillerie de 5 jours et une émission de gaz toxiques dans la grotte du Dragon des éléments des 152e, 213e et 334e régiments d'infanterie et du 41e bataillon de chasseurs à pied se lancent à l'attaque à 18h05. La « tranchée Neuve du Doigt » et l'entrée de la grotte du Dragon sont atteintes et nettoyées malgré les tirs de mitrailleuses. L'exploration de la grotte du Dragon débute à partir de l'entrée Nord afin d'établir rapidement une communication avec la creute et consolider les positions. L'interrogatoire de prisonniers permet d'apprendre que celle-ci comporte quatre ou cinq entrées.
- 4 – 20 juillet : retrait du front ; repos à Chéry-Chartreuve[4].
- 20 – 27 juillet : occupation d'un secteur vers Craonne et le plateau des Casemates (sous les ordres de la 18e DI)[4].

24 juillet : attaque française.
- 27 juillet – 17 août : retrait du front ; repos vers Orbais-l'Abbaye[4].
- 17 août – 16 octobre : mouvement, par Épernay, vers Reims, et, le 19 août, occupation d'un secteur entre Bétheny et les Cavaliers de Courcy[4].
- 16 octobre – 1er novembre : retrait du front ; repos vers Damery[4].
- 1er novembre – 19 décembre : transport par camions dans la région de Verdun et occupation d'un secteur vers Damloup et Bezonvaux : nombreuses attaques locales[4].
- 19 décembre 1917 – 11 janvier 1918 : retrait du front, mouvement vers Condé-en-Barrois. À partir du 26 décembre, transport par V.F., vers Bayon ; repos et instruction vers Rosières-aux-Salines[6].

### 1918
- 11 janvier – 30 avril : occupation d'un secteur entre le Sânon et Emberménil.
- 30 avril – 20 mai : retrait du front ; repos vers Rosières-aux-Salines[6].
- 20 – 27 mai : transport par V.F. dans la région de Beauvais, puis dans celle d'Aumale ; repos et instruction[6].
- 27 mai – 4 juin : transport par V.F. vers Neuilly-Saint-Front ; mouvement vers Saâcy-sur-Marne ; repos. Engagée, à partir du 30, dans la 3e Bataille de l'Aisne : combats au nord et à l'ouest de Château-Thierry. Au début de juin, stabilisation du front dans la région à l'ouest de Vaux[6].
- 4 juin – 1er juillet : retrait du front ; repos vers Saacy-sur-Marne. À partir du 10 juin, travaux dans la région de La Ferté-sous-Jouarre ; instructions d'éléments américains[6].
- 1er – 18 juillet : mouvement vers le front et occupation d'un secteur vers Vinly et Chézy-en-Orxois[6].
- 18 – 27 juillet : engagée dans la 2e Bataille de la Marne : combats entre le Clignon et le rû d'Alland ; enlèvement de Villeneuve-sur-Fère[6].
- 27 juillet – 8 août : dépassée par des éléments américains ; retrait du front et repos vers Neuilly-Saint-Front ; tenue prête à intervenir[6].
- 8 août – 4 septembre : transport par camions vers Villers-Agron et occupation d'un secteur sur la Vesle, à l'est de Fismes[6].

15 août : occupation d'un nouveau secteur entre le sud de Paars et l'ouest de Bazoches.
- 4 – 18 septembre : prend part à la poussée vers la position Hindenburg : franchissement de la Vesle, puis poursuite jusqu'à l'Aisne, dans la région de Saint-Mard, l'ouest de Villers-en-Prayères[7].
- 18 – 30 septembre : retrait du front, et, à partir du 21 septembre, transport par V.F. de la région de Château-Thierry dans celle de Calais ; repos vers Gravelines ; mouvement vers Westvleteren, puis vers Langemark[7].
- 30 septembre – 12 octobre : engagée dans la Batailles des crêtes de Flandres : du 30 septembre au 5 octobre, combats vers Hooglede[7].
- 12 – 18 octobre : retrait du front ; repos vers Passchendaele (à la disposition de l'Armée belge)[7].
- 18 – 30 octobre : mouvement vers le front ; engagée dans la Bataille de la Lys et de l'Escaut : reprise de l'offensive vers Oostrozebeke, en liaison avec l'armée belge ; progression au-delà de Waregem[7].
- 30 octobre – 9 novembre : retrait du front (relève par des éléments américains) ; repos vers Ingelmunster[7].
- 9 – 11 novembre : reprise de l'offensive : combats vers Zegelsem. Atteint, au moment de l'armistice, la voie ferrée de Renaix à Gand[7].

- Le 5 décembre, la division est au repos près de Dunkerque, le PC de la division étant à Bergues[8].

### 1919
La division est dissoute le 25 janvier 1919 dans la région de Beauvais.

## Rattachements

### Affectation organique
Isolée de novembre à mai 1917
7e corps d'armée de mai 1917 à novembre 1918

### Affectation par armée
- 2e armée

1er novembre – 26 décembre 1917
- 3e armée

31 mars – 22 avril 1917
- 5e armée

30 juillet – 1er novembre 1917
20 – 28 mai 1918
9 – 19 septembre 1918
- 6e armée

28 mai – 9 septembre 1918
19 octobre – 11 novembre 1918
- 7e armée

13 novembre 1916 – 31 mars 1917
- 8e armée

26 décembre 1917 – 20 mai 1918
- 10e armée

22 avril – 30 juillet 1917
- Groupe d'armées des Flandres[7]

19 – 22 septembre 1918
- G.Q.G.A.

22 septembre – 19 octobre 1918